# Roosevelt Jones
Roosevelt Jones (O'Fallon, Illinois, 25 de enero de 1993) es un exjugador de baloncesto estadounidense. Con 1,93 metros de estatura, jugaba indistintamente en las posiciones de base o escolta. Desde 2022 ejerce como entrenador asistente en los Evansville Purple Aces dentro de la Missouri Valley Conference de la División I de la NCAA.

## Trayectoria deportiva

### Universidad
Jugó durante cuatro temporadas con los Bulldogs de la Universidad Butler, en las que promedió 11,0 puntos, 5,9 rebotes, 3,3 asistencias y 1,1 robos de balón por partido. En su primera temporada fue incluido en el mejor quinteto de novatos de la Horizon League. Al año siguiente su universidad pasó a formar parte de la Atlantic 10 Conference, y esa temporada fue incluido en el mejor quinteto defensivo de la conferencia.
En el verano de 2013, durante un viae con el equipo a Australia se lesionó gravemente la muñeca, lo que le mantuvo toda la temporada 2013-14 alejado de las canchas. Regresó en 2014 ya con su universidad nuevamente en una nueva conferencia, la Big East Conference, en la que elegido en el segundo mejor quinteto en sus dos últimas temporadas. Acabó alcanzando un récor histórico de su universidad, al convertirse en el jugador con más apariciones en el quinteto titular de la historia de los Bulldogs, con 134 partidos.

### Profesional
Tras no ser elegido en el Draft de la NBA de 2016, si lo fue en el mes de octubre en el Draft de la NBA D-League, seleccionado en primera ronda por los Canton Charge, con los que firmó contrato.

### Entrenador
El 19 de julio de 2018 fue nombrado entrenador asistente en la Universidad de Indiana en Kokomo, una institución de la NAIA. Sus funciones incluían la de coordinador de reclutamiento y director de iniciativas de desarrollo de jugadores, además de contribuir con el entrenamiento y la búsqueda de talentos como ojeador. Para la temporada 2020-21 se unió al cuerpo técnico de la Universidad de Indianápolis bajo la dirección de Paul Corsaro. En la temporada 2021-22 ayudó a los Greyhounds a terminar 19-11 y alcanzar su primera aparición en la final del torneo de la Great Lakes Valley Conference. En junio de 2022, fue nombrado director de operaciones de baloncesto en la Universidad de Evansville, bajo la dirección de David Ragland. Fue ascendido a entrenador asistente en Evansville en julio de 2023.